# Корса, Кобина Арку
Сэр Кобина Арку Корса (англ. Kobina Arku Korsah; 3 апреля 1894, Солтпонд, Британский Золотой Берег — 25 января 1967, Гана) — главный судья Ганы (1957—1963).

## Биография
Корса родился в Солтпонде и получил образование в школе Мфанципим, колледже Фура-Бей (степень бакалавра в 1915 году), Даремском университете и Лондонском университете (бакалавр права в 1919 году).
Корса выиграл место на всеобщих выборах в Золотом Берегу 1927 года. В то время он был одним из девяти африканцев, представленных в Законодательном собрании. Он был переизбран на то же место на всеобщих выборах 1931 и 1935 годов.
В 1942 году Нана сэр Офори Атта и сэр Арку Корса были первыми двумя ганцами, назначенными в Исполнительный совет Законодательного совета тогдашним губернатором Золотого Берега сэром Аланом Бернсом. Корса был одним из 20 членов-учредителей Ганской академии искусств и наук в 1959 году. После нападения Кулунгугу на президента Кваме Нкруму в августе 1962 года сэр Арку Корса председательствовал на суде над пятью обвиняемыми. В конце этого судебного процесса трое обвиняемых были признаны невиновными, и это вызвало недовольство правительства Нкрумы. Нкрума уволил сэра Арку с поста главного судьи в декабре 1963 года неконституционным образом.